# Greg Orloff
Greg Orloff é um sonoplasta estadunidense. Venceu o Oscar de melhor mixagem de som na edição de 2005 por Ray, ao lado de Steve Cantamessa, Scott Millan e Bob Beemer.